# Elizabeth (Indiana)
Pour les articles homonymes, voir Elizabeth.
La municipalité américaine d’Elizabeth est située dans le Posey Township, comté de Harrison, dans l'Indiana. Sa population était de 162 habitants au recensement de 2010.

## Histoire
La localité, fondée en 1812, a été nommée en hommage à Elizabeth Veach, la femme du propriétaire qui donna le terrain sur lequel elle fut établie.